# بوئینگ بی-۱۷ فلایینگ فورترس
بوئینگ بی-۱۷ فلایینگ فورترس (به انگلیسی: Boeing B-17 Flying Fortress) یک بمب‌افکن سنگین چهار موتوره بود که در دهه ۱۹۳۰ میلادی برای سپاه هوایی نیروی زمینی ایالات متحده طراحی شد.

## طراحی و توسعه
روز ۸ اوت سال ۱۹۳۴، سپاه هوایی نیروی زمینی ایالات متحده ارائه طرح یک بمب‌افکن چند موتوره را جهت جایگزینی بمب‌افکن مارتین بی-۱۰، به مناقصه گذاشت. سپاه هوایی به دنبال بمب‌افکنی بود که به کمک آن نیروهای حاضر در هاوایی، پاناما و آلاسکا را تقویت کند. مشخصات لازم برای این هواگرد شامل توانایی حمل مقدار کافی بمب در ارتفاع ۳۰۰۰ متری به مدت ده ساعت با حداکثر سرعت حداقل ۳۲۰ کیلومتر بر ساعت می‌شد. به شکل غیر الزام‌آوری برد ۳۲۰۰ کیلومتری با سرعت ۴۰۰ کیلومتر بر ساعت، مطلوب سپاه هوایی بود.

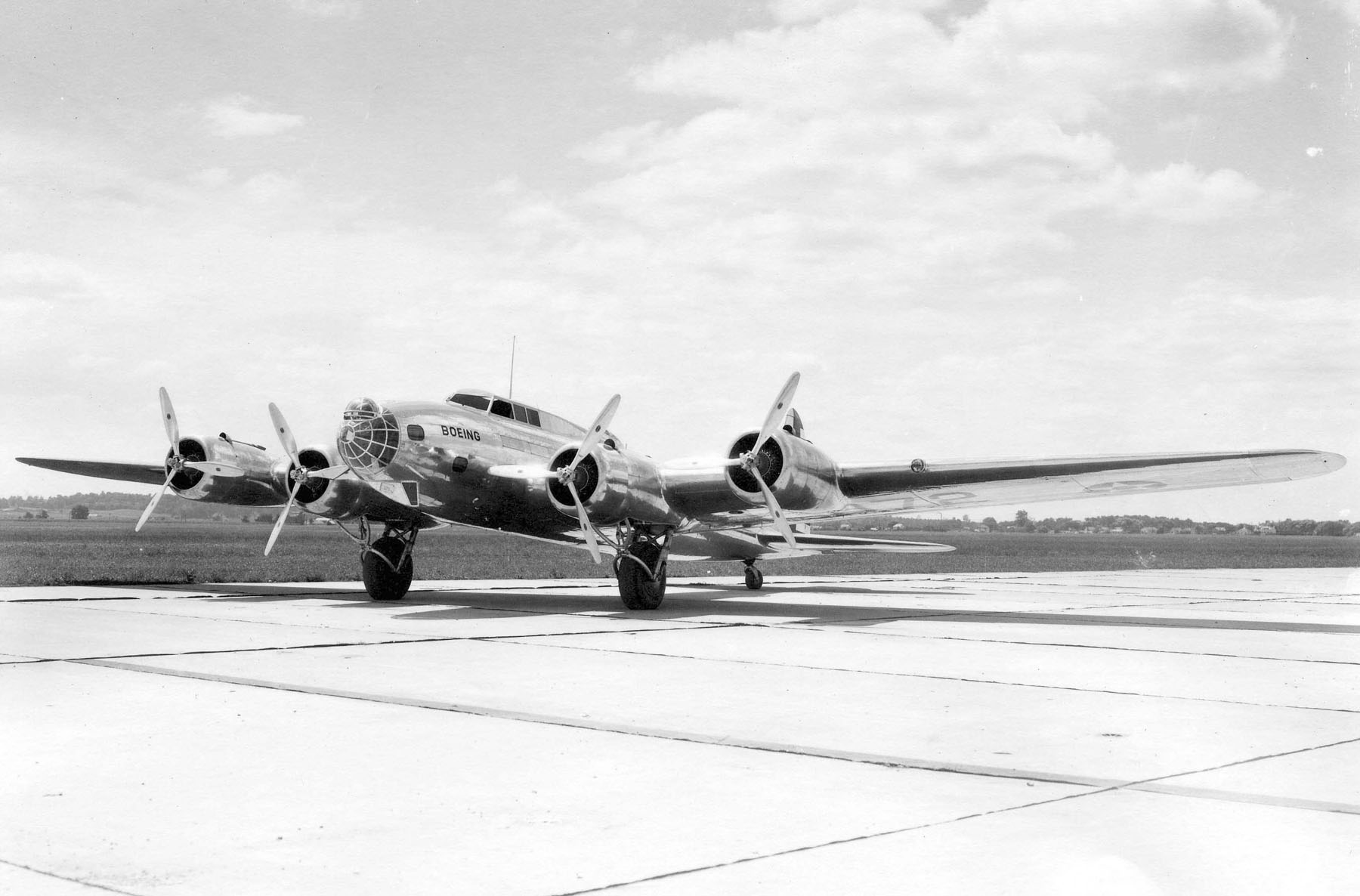
مدل ۲۹۹

پیش‌نمونه شرکت هواپیما سازی بوئینگ تحت عنوان مدل ۲۹۹، توسط گروهی از ۱۰ مهندس با خرج خود شرکت طراحی شد. این مدل ترکیبی از ویژگی‌های مدل بمب‌افکن آزمایشی ایکس‌بی-۱۵ و هواگرد ترابری بوئینگ ۲۴۷ بود. تسلیحات این هواگرد شامل حداکثر ۲۲۰۰ کیلوگرم بمب در دو جایگاه در پشت کابین و پنج مسلسل ۷٫۶۲ میلی‌متری می‌شد. بی-۱۷ توان خود را از چهار موتور شعاعی پرت اند ویتنی آر-۱۶۹۰هورنت هر یک با توان ۷۵۰ اسب بخار در ارتفاع ۲۱۰۰ متری، می‌گرفت. نخستین پرواز مدل ۲۹۹ در ۲۸ ژوئیه سال ۱۹۳۵ انجام شد. ریچارد ویلیامز، خبرنگار سیاتل تایمز، با شنیدن غرش چند مسلسل این هواگرد، لقب «فلایینگ فورترس» (قلعه پرنده) را بر آن نهاد که توسط بوئینگ ثبت گشت.

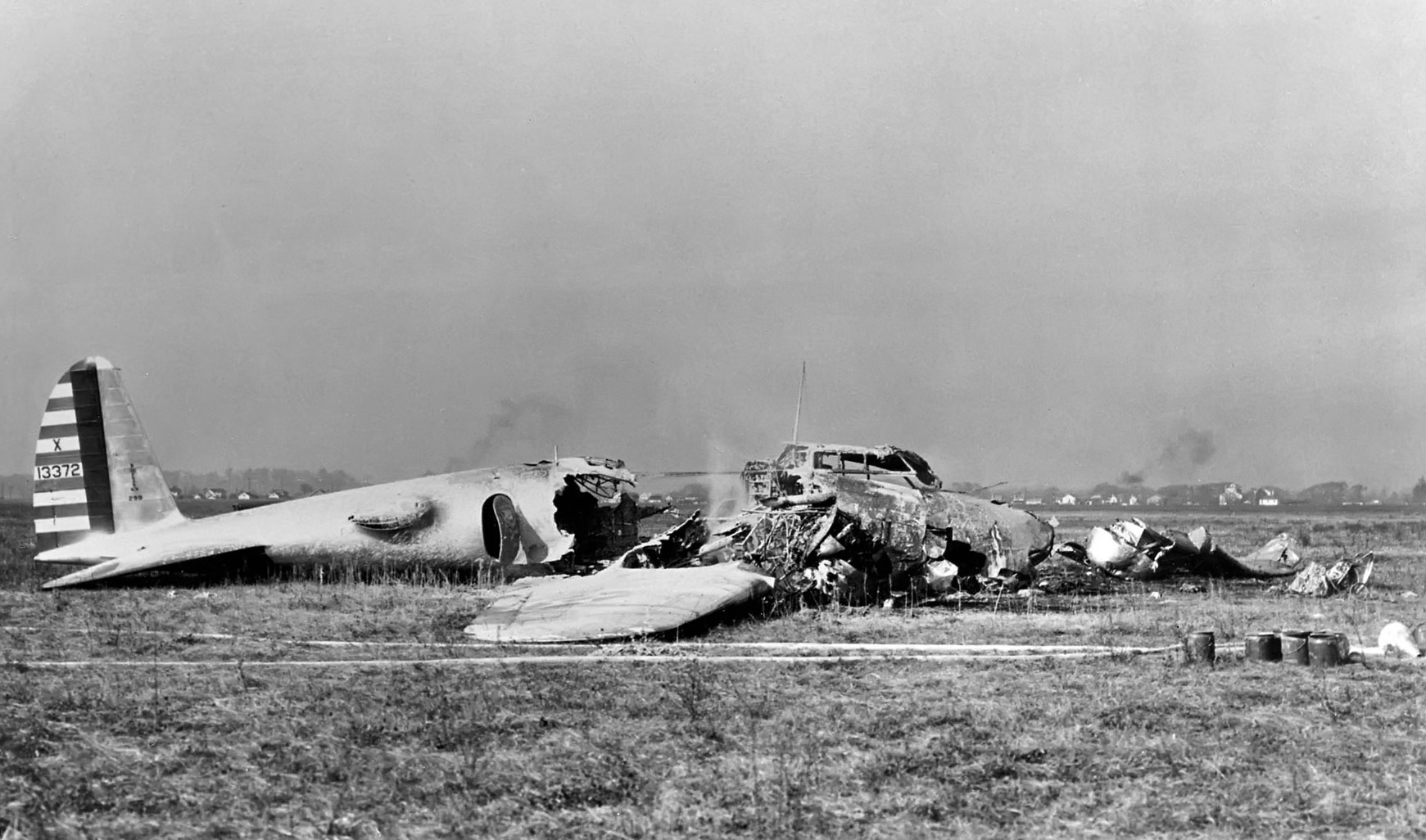
لاشه مدل ۲۹۹ پس از سقوط

روز ۲۰ اوت سال ۱۹۳۵، هواگرد جهت انجام پرواز آزمایشی در جریان رقابت، در عرض ۹ ساعت با میانگین پایاسیر ۴۰۶ کیلومتر بر ساعت، خود را از سیاتل به پایگاه هوایی رایت در اوهایو رساند. سرعتی که بسیار بیشتر از مقدار مشخص شده بود. در رقابت با هواگردهای دو موتوره ارائه شده توسط شرکت‌های هواپیماسازی داگلاس و مارتین، نمونه چهار موتوره بوئینگ عملکردی بهتری نسبت به رقبا از خود نشان داد. پیش از آن که رقابت به پایان برسد سپاه هوایی پیشنهاد خرید ۶۵ فروند هواگرد بی-۱۷ را ارائه نمود. با ادامه کار توسعه بر روی مدل ۲۹۹، روز ۳۰ اکتبر سال ۱۹۳۵، هواگرد برای دومین بار به شکل آزمایشی با خلبانی سرگرد هیل به پرواز درآمد. در این پرواز خدمه فراموش کردند که قفل سطوح کنترل‌کننده هواگرد را باز کنند. پس از برخاستن، هواگرد با شیب زیادی به طرف آسمان حرکت کرد و در نهایت با رسیدن به حالت واماندگی، با دماغه به طرف پایین بازگشت و به شدت با زمین برخورد نمود که به مرگ خلبان و یک نفر دیگر انجامید.
با انهدام نمونه بوئینگ، پرواز آزمایشی آن نیمه تمام ماند. بدین جهت و به دلیل مقدار بالای قیمت ۹۹٫۶ هزار دلاری ارائه شده توسط شرکت برای هر فروند از این هواگرد، این نمونه از دور رقابت کنار نهاده شد و قرارداد خرید ۶۵ فروند از آن نیز لغو گردید. با این حال سپاه هوایی نیروی زمینی که مجذوب طراحی بوئینگ شده بود، روز ۱۷ ژانویه سال ۱۹۳۶، میزان ۱۳ فروند وای‌بی-۱۷ برای ارزیابی بیشتر سفارش داد. نمونه جدید تغییرات عمده‌ای نسبت به مدل ۲۹۹ از جمله جایگزنی موتور قدرتمندتر رایت آر-۱۸۲۰–۳۹، به خود دیده بود.

## تاریخچه عملیاتی
بمب‌افکن بی-۱۷ غالباً توسط نیروی هوایی نیروی زمینی ایالات متحده در بمباران‌های راهبردی در طول روز در جریان جنگ جهانی دوم علیه اهداف صنعتی و نظامی آلمان به کارگرفته می‌شد. یگان هشتم نیروی هوایی ایالات متحده مستقر در پایگاه هوایی تروپ ابوتس در انگلستان و یگان پنجم نیروی هوایی ایالات متحده مستقر در ایتالیا، در تکمیل بمباران‌های شبانه نیروی هوایی سلطنتی بریتانیا در عملیات پوینت بلنک حضور یافتند تا برتری هوایی بر فراز شهرها، کارخانه‌ها و میدان‌های نبرد در غرب اروپا برای آماده‌سازی عملیات اورلرد حفظ شود. هواگرد بی-۱۷ همچنین به میزان کمتری در نبرد اقیانوس آرام در تهاجم به کشتیرانی و فرودگاه‌های امپراتوری ژاپن به کار گرفته شد.
از زمان آغاز به کار بی-۱۷ از پیش از جنگ، سپاه هوایی نیروی زمینی ایالات متحده این هواگرد را به عنوان یک سلاح راهبردی به نمایش می‌گذاشت. بی-۱۷ یک بمب‌افکن مستعد، با توانایی پرواز در ارتفاع بالا و دور برد بود که می‌توانست از خود دفاع کند و با وجود تحمل خسارت هنگام نبرد، به پایگاه بازگردد. این هواپیما به سرعت جایگاهی اسطوره‌ای پیدا کرد و داستان‌ها و تصاویری نجات یافتن آن از خسارات میدان‌های نبرد، به‌طور گسترده پخش شد و موجب ارتقا جایگاه آن گشت. با مقدار حداکثر ارتفاع پروازی بالاتر از همه هواگردهای متفقین در زمان خود، بی-۱۷ جایگاه خود را به عنوان یک سلاح مؤثر استوار کرد و بیش از هر هواگرد دیگر ایالات متحده در جنگ جهانی دوم بمب بمباران صورت داد. از مجموع یک و نیم میلیون تن بمبی که توسط هواگردهای ایالات متحده بر سر آلمان ریخته شد، ۶۴۰ هزار تن مربوط به بی-۱۷ بود.
تا ماه سپتامبر سال ۲۰۱۱، تنها ۱۳ فروند از این هواگرد در شرایط پرواز باقی‌مانده‌اند.